# La Pastora (Acosta)
La Pastora est l'une des quatre paroisses civiles de la municipalité d'Acosta dans l'État de Falcón au Venezuela. Sa capitale est La Pastora.

## Environnement
La moitié nord du territoire est occupée par la réserve de faune sauvage de Tucurere qui s'étend également sur les trois autres paroisses civiles de la municipalité d'Acosta : Capadare, Libertador et de San Juan de los Cayos.

## Géographie

### Démographie
Hormis sa capitale La Pastora, la paroisse civile comporte plusieurs localités dont :
- Agüide
- Curamichate
- El Cantón
- El Caujaro
- El Cayude
- El Pilancón
- El Taparito
- Hicacales
- La Pastora
- Santa Ana
- Viento Suave

## Économie

### Tourisme
Située au bord de l'océan Atlantique, la paroisse civile recèle plusieurs plages, notamment à proximité de Punta Obispito et à Agüide.